# Мваи Кибаки
Мваи Кибаки (на английски: Mwai Kibaki) е кенийски политик и третият президент на Кения.
На този пост е от 30 декември 2002 г. до 9 април 2013 г. Преди това е вицепрезидент (1978 – 1988), министър на финансите (1978 – 1981), министър на вътрешните работи (1982 – 1988) и министър на здравеопазването (1988 – 1991).
През 2005 година по идея на Кибаки се провежда референдум, като гласоподавателите трябва да решат дали да има промени в конституцията на страната. 58% гласуват „против“.
На 27 декември 2007 година той побеждава в президентските избори своя опонент от Оранжево демократическо движение Раила Одинга с минимална преднина, което дава повод за оспорване на резултата. Стига се до политически чистки, при които са убити повече от 2500 души. Конфликтът е разрешен благодарение на посредничеството на тогавашния председател на Африканския съюз – президента на Танзания Джакая Мришо Киквете, и бившия генерален секретар на Организацията на обединените нации Кофи Анан. Раила Одинга е назначен на поста министър-председател на Кения.
През 2010 г. е проведен референдум за нова конституция, като 67% от излезлите да гласуват подкрепят идеята.Промулгацията на новата конституция става факт на 27 август същата година, като това се счита за най-големият успех на президента по пътя към демократизиране на страната.
Мваи Кибаки умира на 21 април 2022 г.